# عقد 1040 هـ
عقد 1040 هـ هو الفترة بين عام 1040 إلى 1049 في التقويم الهجري، أي العشر سنوات الخامسة من القرن الحادي عشر الهجري.